# Jan Nepomuk z Erdődy
Hrabě Jan Nepomuk Erdődy z Monyorókeréku (maďarsky gróf Erdődy Nepomuk János, 22. května 1723 – 15. dubna 1789, Bratislava) byl uherský šlechtic z rodu Erdődyů. Působil jako hlavní župan Varaždínské župy.

## Život

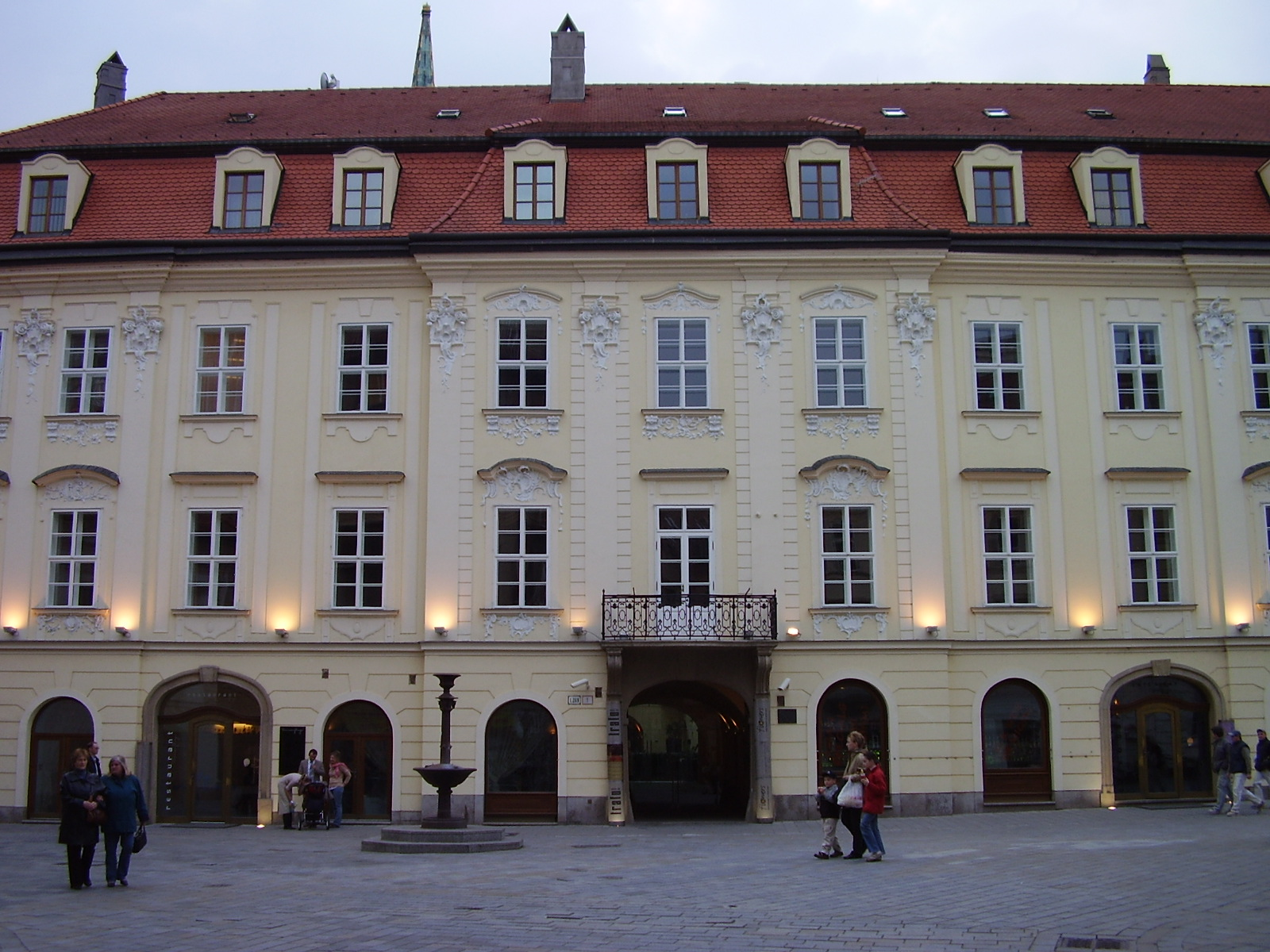
Erdődyho palác v Bratislavě

Narodil se jako syn Jiřího Leopolda z Erdődy a jeho manželky Marie Terezie Anny Esterházyové z Galanty.
Od roku 1772 byl prezidentem dvorské komory. Byl patronem operních představení v Uhersku.
Po odchodu z veřejného života od roku 1785 pořádal ve svém bratislavském paláci německou operní společnost, která dvakrát týdně uváděla představení pro pozvané publikum. Ředitelem souboru byl Hubert Kumpf, dirigentem Jozef Chudý. Soubor se skládal ze 7 mužských a 4 ženských členů a kromě italských oper hrál i díla Christopha Willibalda Glucka, Josepha Haydna a Wolfganga Amadea Mozarta. V Uhersku zde byl poprvé uveden Mozartův Únos ze serailu. Po smrti Jana Nepomuka společnost zanikla.

### Manželství a potomstvo
Jan Nepomuk Erdődy byl ženatý s Marií Terezií Pálffyovou z Erdődu, dcerou Mikuláše VII. Pálffyho z Erdődu a Marie Josefy Šlikové z Pasounu a Holíče.